# Trachypithecus crepusculus
El langur gris de Indochina  o mono de hoja de Phayrei (Trachypithecus crepusculus) es una especie de primate catarrino de la familia Cercopithecidae.  Se distribuye desde el centro al noreste de Tailandia y el norte y sur de Yunnan en China, de este a suroeste de Laos, este de Birmania y el norte de Vietnam, y al oeste del golfo de Bengala en India.
Se alimenta principalmente de hojas (46 %), aunque también de semillas y frutos (predominantemente inmaduras).

## Distribución
En China, se estima que se distribuye en varias reservas naturales en el sur y centro de la provincia de Yunnan como la reserva natural nacional de Wuliangshan, la reserva natural nacional de Yongde Daxueshan, la reserva natural nacional de Xishuangbanna, la reserva natural nacional de Nangunhe, la reserva natural nacional de Honghe Huanglianshan, la reserva natural nacional de  Fenshuiling (condado de Jinping), la reserva natural de Nuozadu (condado de Lancang), la reserva natural de Caiyanghe (distrito de Simao) y la reserva natural municipal de Lancangjiang.
En Tailandia, se presenta en el noreste del país como en el santuario de vida silvestre de Phu Khieo.

## Taxonomía
La especie fue descrita por primera vez como Presbytis crepuscula ssp. wroughtoni por el zoólogo estadounidense Daniel Giraud Elliot y la descripción publicada en The Annals and Magazine of Natural History: Zoology, Botany and Geology 8(4): 272–273 en 1909.
T. crepusculus se había considerado como una subespecie de Trachypithecus phayrei hasta el 2009 cuando Rasmus Liedigk et al. a partir de estudios filogenéticos propusieron subir al langur gris de Indochina al rango de especie. T. crepusculus está clasificada dentro del grupo obscurus del género Trachypithecus.
Sinonimia
- Pithecus phayrei ssp. crepuscula Elliot, 1909[3]
- Presbytis crepuscula ssp. wroughtoni Elliot, 1909[8]
- Trachypithecus phayrei ssp. crepuscula Elliot, 1909[8]
- Presbytis argenteus Kloss, 1919[8]

## Estado de conservación
El estado de conservación de T. crepusculus no ha sido analizado por Unión Internacional para la Conservación de la Naturaleza (UICN). No obstante, en su anterior clasificación como subespecie de T. phayrei era en peligro de extinción.
En Vietnam la especie está considerada en peligro crítico de extinción, en Laos es una especie rara, en Birmania no hay información sobre su población y en el norte de Tailandia su población está restringida a áreas naturales protegidas.
En China, la especie está categorizada como especie silvestre protegida en Clase I, lo cual significa que su caza para investigación científica, domesticación y reproducción, exhibición u otros fines especiales debe estar aprobada previamente por el Consejo de Estado. Los censos de la especie muestran un descenso de 10 000 a 15000 individuos en 1988 a menos de 5000 a 6000 en 1999. Se encuentra en peligro por la pérdida de hábitat, degradación y fragmentación causada por la expansión agrícola (para el cultivo de té y nueces).